# Edward Doubleday
Pour les articles homonymes, voir Doubleday.
Edward Doubleday est un entomologiste britannique, né le 9 octobre 1810 à Epping (en) et mort le 14 décembre 1849 à Londres.

## Biographie
Cet entomologiste amateur s’intéresse principalement aux lépidoptères. Il est surtout connu pour avoir participé à The Genera of Diurnal Lepidoptera: comprising their generic characters, a notice of their habits and transformations, and a catalogue of the species of each genus avec John Obadiah Westwood (1805-1893), l’ouvrage est illustré par William Chapman Hewitson (1806-1878) et édité par Longman, Brown, Green & Longmans à Londres en 1848. Son frère est l’ornithologue et entomologiste Henry Doubleday (1808-1875).

## Source
- Traduction de l'article de langue anglaise de Wikipédia (version du 2 juin 2006).